# South Amherst (Massachusetts)
South Amherst é um lugar designado pelo censo localizado no condado de Hampshire no estado estadounidense de Massachusetts. No Censo de 2010 tinha uma população de 4.994 habitantes e uma densidade populacional de 453,91 pessoas por km².

## Geografia
South Amherst encontra-se localizado nas coordenadas 42° 20′ 15″ N, 72° 31′ 03″ O. Segundo a Departamento do Censo dos Estados Unidos, South Amherst tem uma superfície total de 11 km², da qual 10.94 km² correspondem a terra firme e (0.56%) 0.06 km² é água.

## Demografia
Segundo o censo de 2010, tinha 4.994 pessoas residindo em South Amherst. A densidade de população era de 453,91 hab./km². Dos 4.994 habitantes, South Amherst estava composto pelo 69.16% brancos, o 7.97% eram afroamericanos, o 0.56% eram amerindios, o 11.99% eram asiáticos, o 0.04% eram islenhos do Pacífico, o 4.57% eram de outras raças e o 5.71% pertenciam a dois ou mais raças. Do total da população o 12.11% eram hispanos ou latinos de qualquer raça.